# Токийская школа музыки
Токийская школа музыки (яп. 東京音楽学校 то:кё: онгаку гакко:) — первое японское высшее музыкальное образовательное учреждение. Основано в 1887 году, в 1952 году вошло в состав Токийского университета искусств.
Идея учреждения в Японии высшего музыкального образования была впервые высказана Исавой Сюдзи в докладе Министерству образования Японии, представленном в 1879 году по итогам его ознакомительной поездки в США. По инициативе Исавы в министерстве был создан музыкальный отдел во главе с ним, который и был в 1887 году преобразован в музыкальную школу. В 1890 году открылось специально для школы построенное небольшое здание. В школе преподавали заметные европейские музыканты, в том числе Леонид Крейцер, Леонид Коханский, Лео Сирота, Пауль Вайнгартен.